# Jelanyi járás

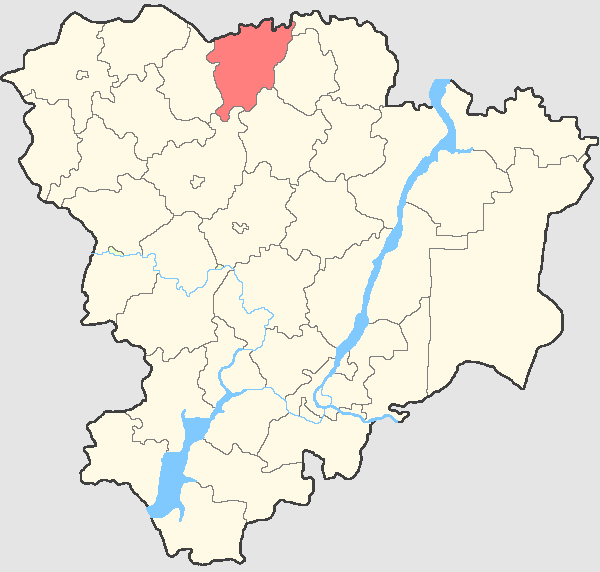
A Jelanyi járás a Volgográdi területen

A Jelanyi járás (oroszul Еланский муниципальный район) Oroszország egyik járása a Volgográdi területen. Székhelye Jelany.

## Népesség
- 1989-ben 36 293 lakosa volt.
- 2002-ben 36 212 lakosa volt.
- 2010-ben 33 064 lakosa volt, melyből 30 478 orosz, 969 ukrán, 312 csuvas, 166 örmény, 132 azeri, 120 kumik, 87 dargin, 76 tatár, 54 német, 46 üzbég, 43 fehérorosz, 40 mari, 27 grúz, 25 moldáv, 24 kazah, 20 avar stb.